# Калиновка (Магдагачинский район)
В Амурской области также есть сёла Калиновка в Ромненском районе и Калиновка в Серышевском районе.
Кали́новка — село в Магдагачинском районе Амурской области России. Входит в сельское поселение Черняевский сельсовет.

## География
Расположено на левом берегу реки Амур, в 45 км по автодороге к юго-востоку от центра сельского поселения, села Черняево. Расстояние до ближайшей железнодорожной станции Тыгда (в селе Тыгда на Транссибе и в 15 км от федеральной трассы Чита — Хабаровск) — 90 км. 

## Население
| 2002 | 2010 | 2012 | 2013 | 2014 | 2015 | 2016 |
| ---- | ---- | ---- | ---- | ---- | ---- | ---- |
| 12   | ↘4   | ↘2   | →2   | →2   | ↗3   | ↘2   |
| 2017 | 2018 | 2021 |      |      |      |      |
| ↘0   | →0   | →0   |      |      |      |      |